# Faouzi Abdelmottalib
Faouzi Abdelmottalib (en arabe : فوزي عبد المطلب), né le 19 juillet 1993 à Casablanca, est un footballeur marocain évoluant au poste de milieu de terrain au l'IR Tanger.

## Biographie
Formé au Rachad Bernoussi, Faouzi Abdelmottalib commence sa carrière en D2 marocaine.
Le 1er septembre 2019, il signe un contrat de trois saisons à l'Ittihad de Tanger. Le 27 septembre 2019, il dispute son premier match avec le club tangérois face au FUS de Rabat (victoire, 1-0). Il marque son premier but le 10 octobre 2020 face au Rapide Oued Zem (victoire, 5-3).